# Rhamphidarpina dorsosulcata
Rhamphidarpina dorsosulcata är en mångfotingart som först beskrevs av Carl 1909.  Rhamphidarpina dorsosulcata ingår i släktet Rhamphidarpina och familjen Odontopygidae. Inga underarter finns listade i Catalogue of Life.